# Dolenja Trebuša
Dolenja Trebuša este o localitate din comuna Tolmin, Slovenia, cu o populație de 274 de locuitori.